# Taruik Bukulai Besar
Der Taruik Bukulai Besar (deutsch „Großer Bukulai“) ist ein Hügel in Osttimor mit einer Höhe von 120 m. Er liegt im Osten der Aldeia Nu Badac (Sucos Batugade). Er befindet sich etwa einen Kilometer östlich der Küstenstraße beim Ort Nu Badac und ist dem eigentlichen Küstengebirge vorgelagert, dessen Spitze der Foho Lauleun (699 m) ist. Südöstlich liegt der Taruik Laharuiti (211 m), östlich der Foho Frititir (431 m). Der Taruik Bukulai Kecil („Kleine Bukulai“, 90 m) liegt nordwestlich.